# Emanuel Löffler
Emanuel Löffler (n. 29 decembrie 1901, Letovice⁠(d), Moravia de Sud, Cehia – d. 5 august 1986, Praga, Cehoslovacia) a fost un gimnast artistic ce a reprezentat Cehoslovacia, medaliat olimpic. A participat la 2 ediții ale Jocurilor Olimpice (1928, 1936) în care a câștigat două medalii de argint și o medalie de bronz.